# Party for Progress
De Party for Progress (vertaald: Vooruitgangspartij, afgekort PFP) is een politieke partij op Sint Maarten. 
De jongerenpartij werd in 2019 opgericht. Oprichter en partijleider is Melissa Gumbs, dochter van voormalig premier Marcel Gumbs.
Bij het partijdebut in de verkiezingen van 2020 behaalde de PFP twee zetels in de Staten van Sint Maarten. Een hogere opkomst onder jongeren had de partij ruim 10% van de uitgebrachte stemmen opgeleverd. Tot statenlid werden beëdigd Melissa Gumbs (tevens fractievoorzitter) en Raeyhon Peterson. 